# Neuhausen am Rheinfall
Neuhausen am Rheinfall (bis 1938 offiziell Neuhausen genannt, französisch Neuhausen Chutes du Rhin) ist eine politische Gemeinde des Kantons Schaffhausen in der Schweiz.

## Geographie

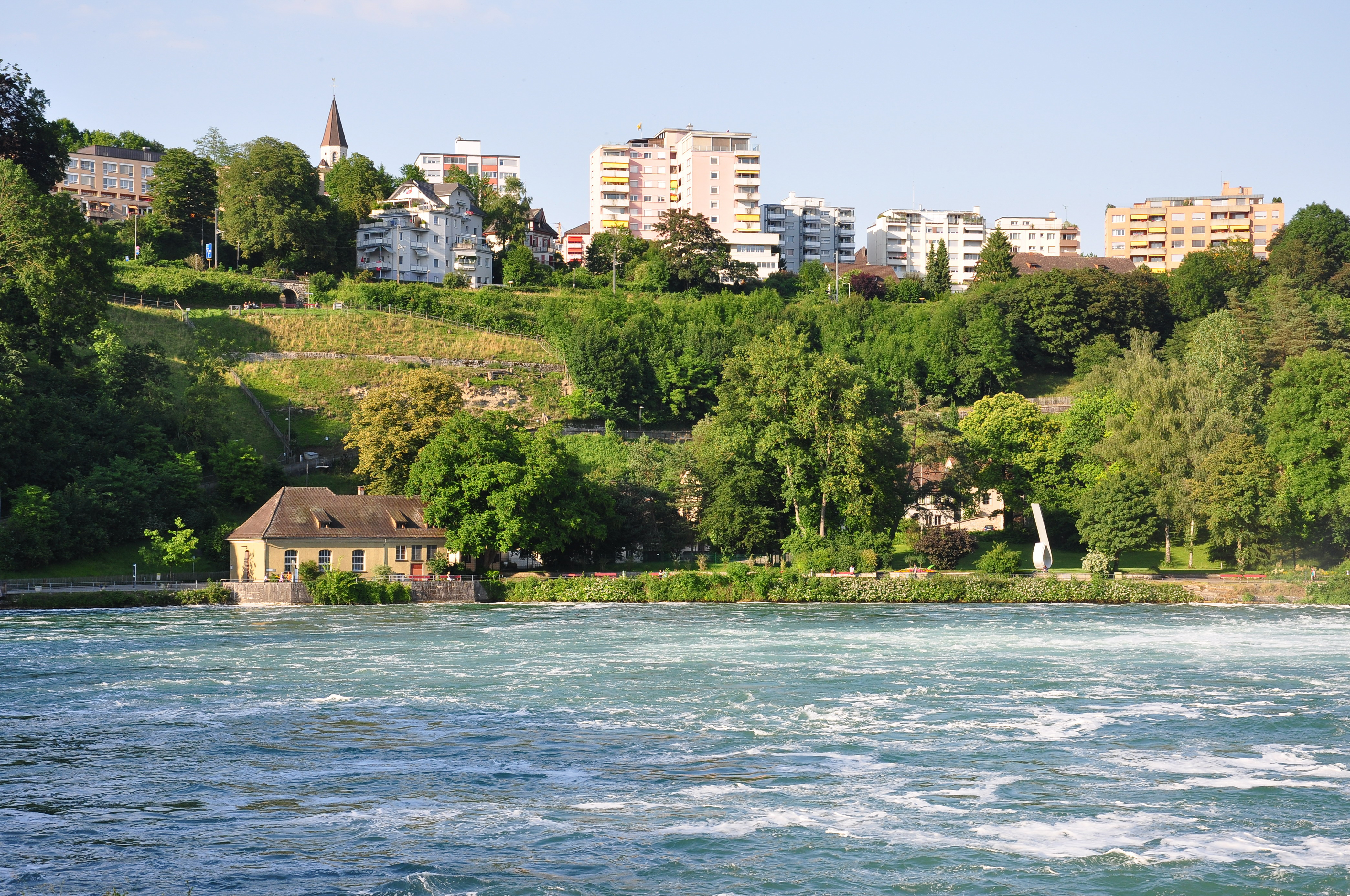
Ansicht von Laufen-Uhwiesen über das Becken des Rheinfalls auf Neuhausen

Neuhausen ist bekannt für die Touristenattraktion Rheinfall, die mit der Gemeinde Laufen-Uhwiesen geteilt wird. Weitere Nachbargemeinden sind Flurlingen, Feuerthalen, Schaffhausen, Beringen sowie die deutsche Gemeinde Jestetten. Südlich verläuft die Grenze zwischen Deutschland und der Schweiz.
Nordwestlich befindet sich der Sender Neuhausen am Rheinfall (Engiwald). Wenige hundert Meter südlich von diesem ist der Galgenbuck (500 m), eine aussichtsreiche Anhöhe.

## Geschichte
Die Nutzung der Verkehrswege im Bereich der Gemeinde wurde durch Bodenfunde aus dem Neolithikum und dem 5. Jahrhundert festgestellt. In römischer Zeit befand sich eine „Umladestation am Rheinfall“. Ein Dorf existierte ab dem 7. Jahrhundert. Frühe urkundliche Erwähnungen erfolgten als Niuhusen (900/910) und Niuwenhusin (1253). Ab dem 12. Jahrhundert existierten Getreidemühlen und ab 1404 gab es Eisenschmieden vor Ort. Folgende Daten kennzeichnen die Entwicklung des Ortes: 1524 12 Häuser.; um 1800 206 Einwohner; 1850 922 Einwohner; 1888 2'023 Einwohner; 1900 3'905 Einwohner; 1950 7'969 Einwohner; 1970 12'103 Einwohner; 2000 9'959 Einwohner.
Zu Beginn des 19. Jahrhunderts war der Weinbau die wichtigste Einnahmequelle, der dörfliche Charakter blieb bis über die Mitte des 19. Jahrhunderts erhalten.
Der Eisenbahnanschluss 1857 und 1863 förderte zunächst sowohl den Tourismus als auch die Industrialisierung. Um die Jahrhundertwende ging der Tourismus stark zurück, während sich neue Betriebe ansiedelten.
Der höchste Einwohnerstand war 1969 mit 12.251 Einwohnern zu verzeichnen.

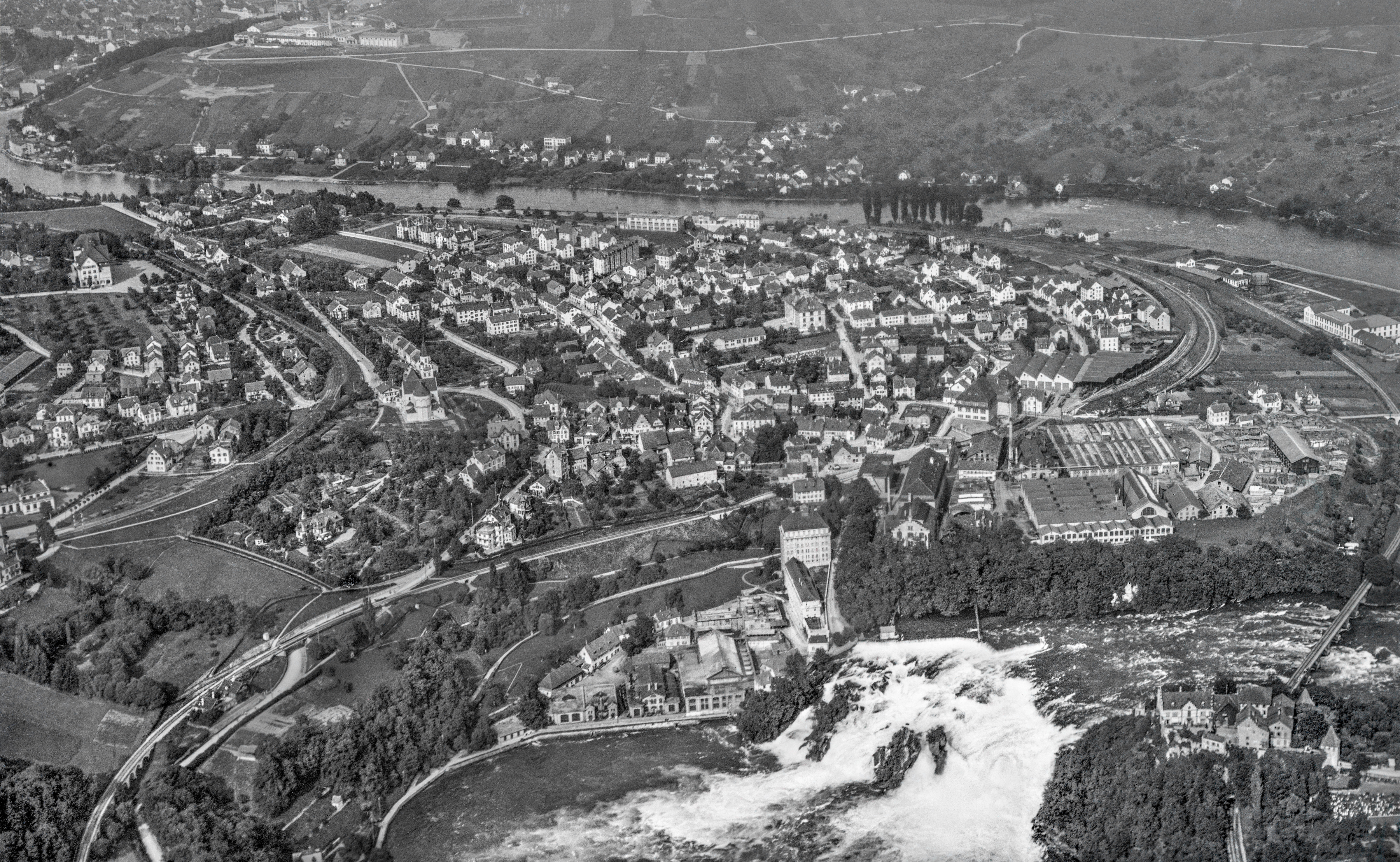
Historisches Luftbild von Walter Mittelholzer von 1919

## Wirtschaft

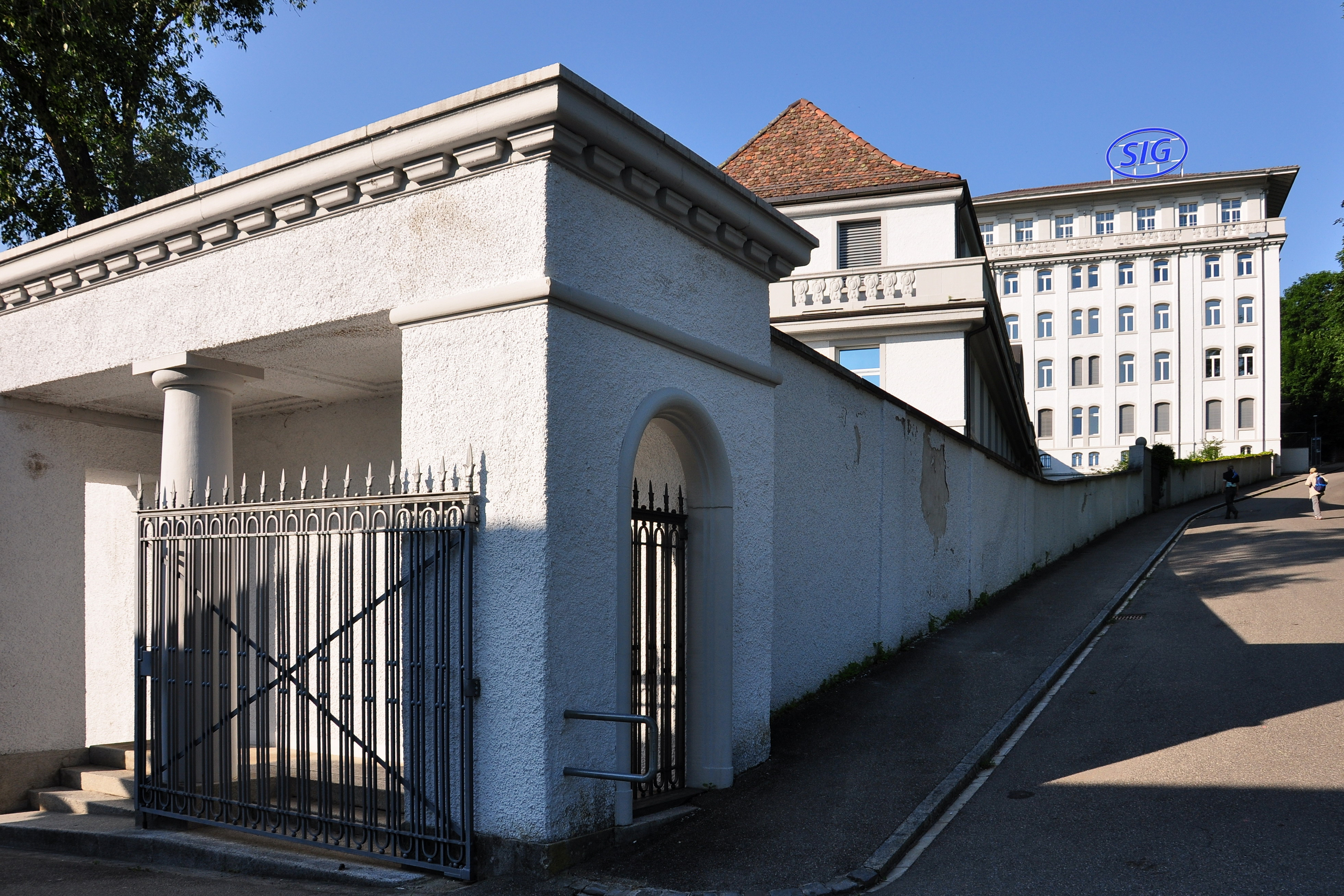
Gebäude der SIG

Zu den bekanntesten Unternehmen in Neuhausen gehören die Verbandstoff-Fabrik IVF Hartmann, die Schweizerische Industrie-Gesellschaft (SIG) sowie die heute zur Alcan-Gruppe gehörende ehemalige Alusuisse-Niederlassung. Bis 2014 hatte auch der internationale Sicherheitskonzern Tyco International seinen Sitz in Neuhausen. Waffenherstellung hat in Neuhausen Tradition, die von mehreren Firmen fortgeführt wurde. Ab 1860 produzierte die Waggonfabrik, die 1863 zur Schweizerische Industrie-Gesellschaft (SIG) umbenannt wurde, in Neuhausen Handfeuerwaffen. wie das bekannte Vetterligewehr.

## Politik

### Parlament
Die Legislative der Gemeinde Neuhausen ist der zwanzigköpfige Einwohnerrat. Er wird alle vier Jahre im Verhältniswahlverfahren gewählt. Die untenstehende Grafik zeigt die Sitzzusammensetzung nach der Wahl vom 24. November 2024.
| \| Partei \| 2012 \| 2016 \| 2020 \| 2024 \| \| --------------------------------- \| ----- \| ----- \| ---- \| ---- \| \| Sozialdemokratische Partei \| 6 \| 6 \| 5 \| 7 \| \| Schweizerische Volkspartei \| 5 \| 6 \| 5 \| 5 \| \| FDP.Die Liberalen \| 4 \| 3 \| 3 \| 3 \| \| Grüne Partei 1 \| 2 \| 1 \| 2 \| 1 \| \| Grünliberale Partei \| n. a. \| n. a. \| 2 \| 2 \| \| Die Mitte \| 3 \| 2 \| 1 \| 1 \| \| Alternative Liste \| n. a. \| 1 \| 1 \| n. a \| \| Eidgenössisch-Demokratische Union \| n. a. \| 1 \| 1 \| 1 \| | Insgesamt 20 Sitze - Grüne: 1 - SP: 7 - GLP: 2 - Mitte: 1 - FDP: 3 - SVP: 5 - EDU: 1 |       |      |      |
| Partei | 2012                                                                                 | 2016  | 2020 | 2024 |
| Sozialdemokratische Partei | 6                                                                                    | 6     | 5    | 7    |
| Schweizerische Volkspartei | 5                                                                                    | 6     | 5    | 5    |
| FDP.Die Liberalen | 4                                                                                    | 3     | 3    | 3    |
| Grüne Partei 1 | 2                                                                                    | 1     | 2    | 1    |
| Grünliberale Partei | n. a.                                                                                | n. a. | 2    | 2    |
| Die Mitte | 3                                                                                    | 2     | 1    | 1    |
| Alternative Liste | n. a.                                                                                | 1     | 1    | n. a |
| Eidgenössisch-Demokratische Union | n. a.                                                                                | 1     | 1    | 1    |

### Regierung
Der Gemeinderat bildet die Regierung der Gemeinde Neuhausen am Rheinfall. Er besteht aus dem Gemeindepräsidenten und vier weiteren Mitgliedern, die jeweils im Majorzwahlverfahren gewählt werden. Nach den Präsidiumswahlen vom 18. August 2024 und den Gemeinderatswahlen vom 27. Oktober 2024 setzt sich der Gemeinderat für die Amtsperiode 2025–2028 folgendermassen zusammen:
| Name                   | Partei | Referat                             |
| ---------------------- | ------ | ----------------------------------- |
| Felix Tenger           | FDP    | Gemeindepräsident, Präsidialreferat |
| Sabina Tektas          | SP     |                                     |
| Christian Di Ronco     | CVP    |                                     |
| Marcel Zürcher         | SP     |                                     |
| Andreas Neuenschwander | SVP    |                                     |

## Verkehr

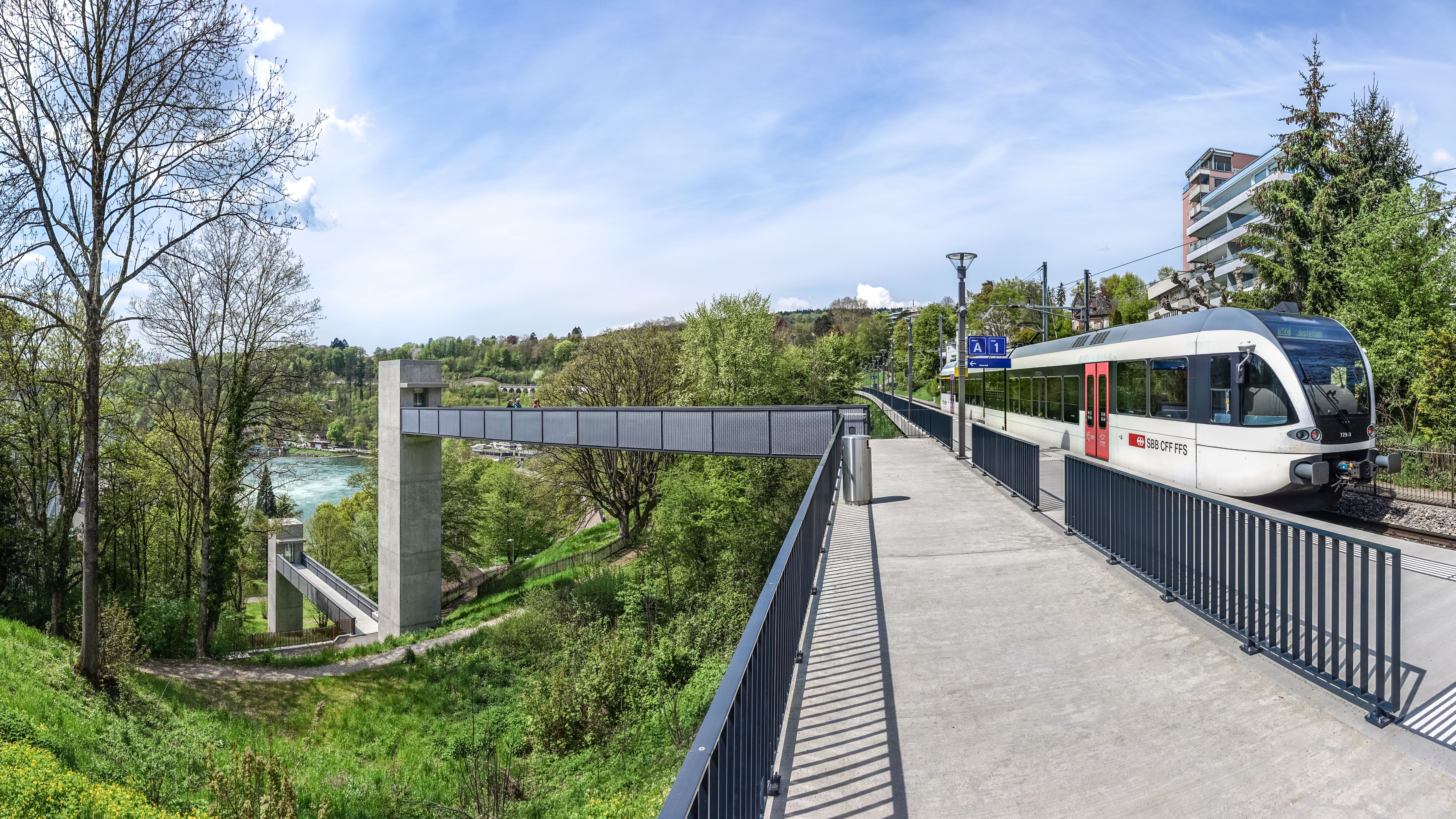
Bahnstation Neuhausen Rheinfall

Neuhausen hat drei Bahnstationen, wovon der Bahnhof Neuhausen und der Bahnhof Neuhausen Rheinfall (seit 13. Dezember 2015) an der Rheinfallbahn beziehungsweise an der Bahnstrecke Eglisau–Neuhausen liegen und von den Schweizerischen Bundesbahnen betrieben werden, während der Bahnhof Neuhausen Bad Bf an der Hochrheinbahn liegt und als Teil der deutschen Eisenbahnstrecken auf Schweizer Gebiet unter der Verantwortung der Deutschen Bahn steht.
Seit Dezember 2019 wird Neuhausen am Rheinfall durch den Galgenbucktunnel umfahren und an den A4-Anschluss Schaffhausen Süd angebunden. Durch den Tunnel werden die Hauptstrassen H4, H13 und H14 geführt.
Innerhalb Neuhausens verkehrt seit 1968 der Trolleybus Schaffhausen, er ersetzte seinerzeit die 1901 eröffnete Strassenbahn Schaffhausen. Zwischen 1905 und 1964 verkehrte ausserdem die Strassenbahn Schaffhausen–Schleitheim durch den Ort.
Seit 1921 verbindet die Gemeinde eine Strassenbrücke über den Rhein mit der Gemeinde Flurlingen im Kanton Zürich.

### Zwischenfälle
Beim Zusammenstoss zweier Personenzüge gab es am 10. Januar 2013 mehrere Verletzte. Die beiden Züge – ein Thurbo-GTW der S33 und ein HVZ-D der S11 – sind am Morgen nahe dem SBB-Bahnhof kollidiert. 26 Menschen wurden leicht oder mittelschwer verletzt. Den Verwundeten kamen auch Rettungskräfte aus Zürich und Deutschland zu Hilfe.

## Sport
Neuhausen ist Sitz des Tischtennisclubs Neuhausen, des VFC Neuhausen 90 (Vereinigter Fussballclub Neuhausen 90) und des Turnverein Neuhausen.

## Wappen
Blasonierung:
In gelb über grünem Kleeblatt weisses nach rechts gekehrtes Rebmesser mit braunem Griff.
1569 findet sich für Neuhausen ein springender silberner Salm in Gold auf dem Wappen. Dieser symbolisierte die Wichtigkeit des Fischfangs für die Gemeinde. Kurze Zeit später lässt sich das gleiche Wappen in leicht veränderten Farben nachweisen. Der Hintergrund ist nicht golden, sondern rot. Mit dem Rückgang der Bedeutung des Fischfangs geriet vermutlich auch das Wappen in Vergessenheit, denn 1822 findet sich auf dem Wappen die heutige Verbindung von Kleeblatt mit Rebmesser. Diese beiden Elemente stellten nichts Aussergewöhnliches dar und entstammen vermutlich der Phantasielosigkeit des Siegelstechers, der die gleichen Symbole wie für viele andere Schaffhauser Gemeinden wählte.
Bei der Bereinigung der Wappen 1949 wurde vom Gemeinde- und Einwohnerrat das historische Wappen gewählt, da es gut belegt und einzigartig für den Kanton Schaffhausen ist. Kurz nach dieser Abstimmung wurde aber ein Referendum ergriffen, in dessen Verlauf das modernere Wappen gewählt wurde.

## Sehenswürdigkeiten
- Rheinfall
- Reformierte Kirche (17.–20. Jh.)

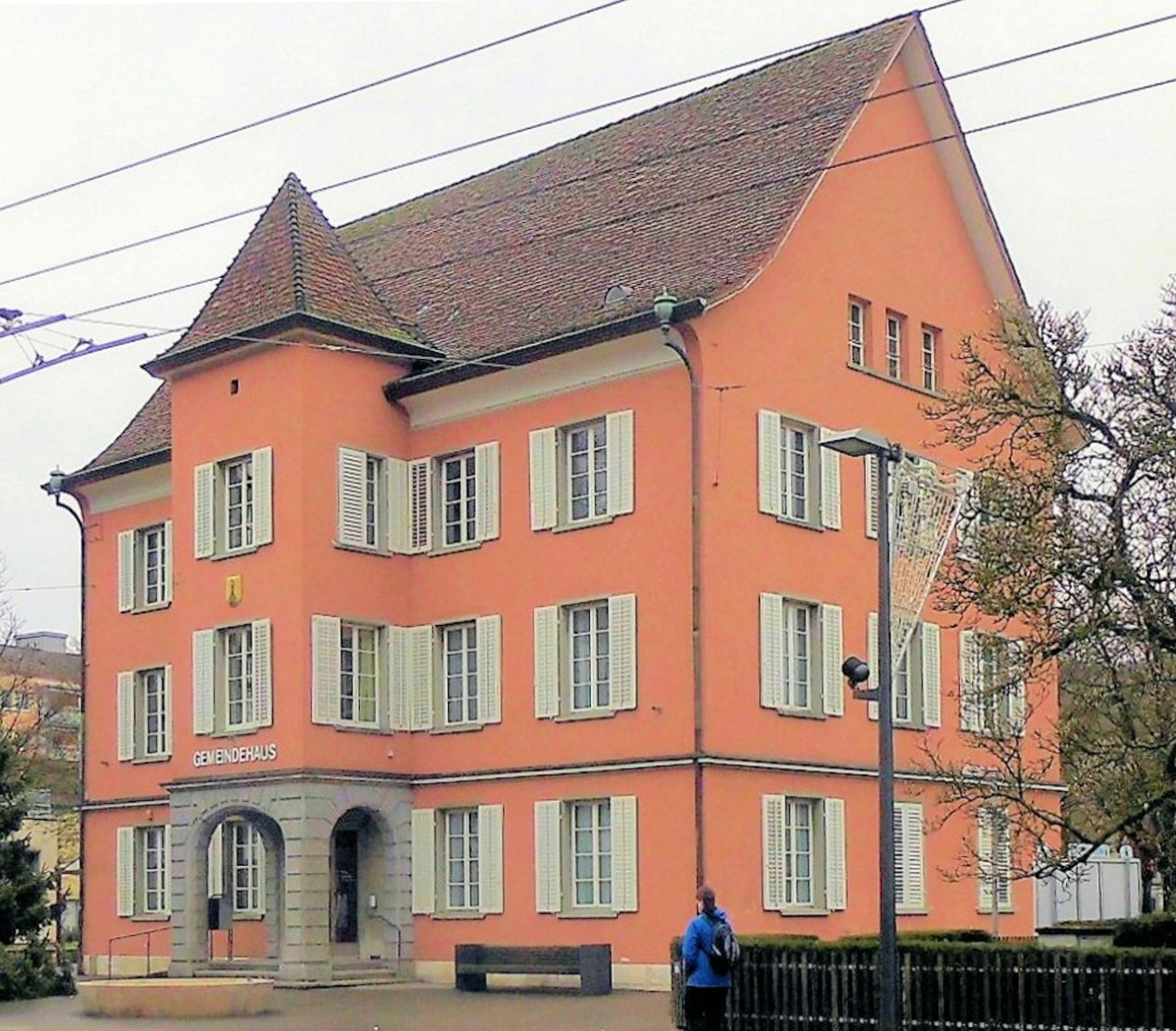
Gemeindehaus

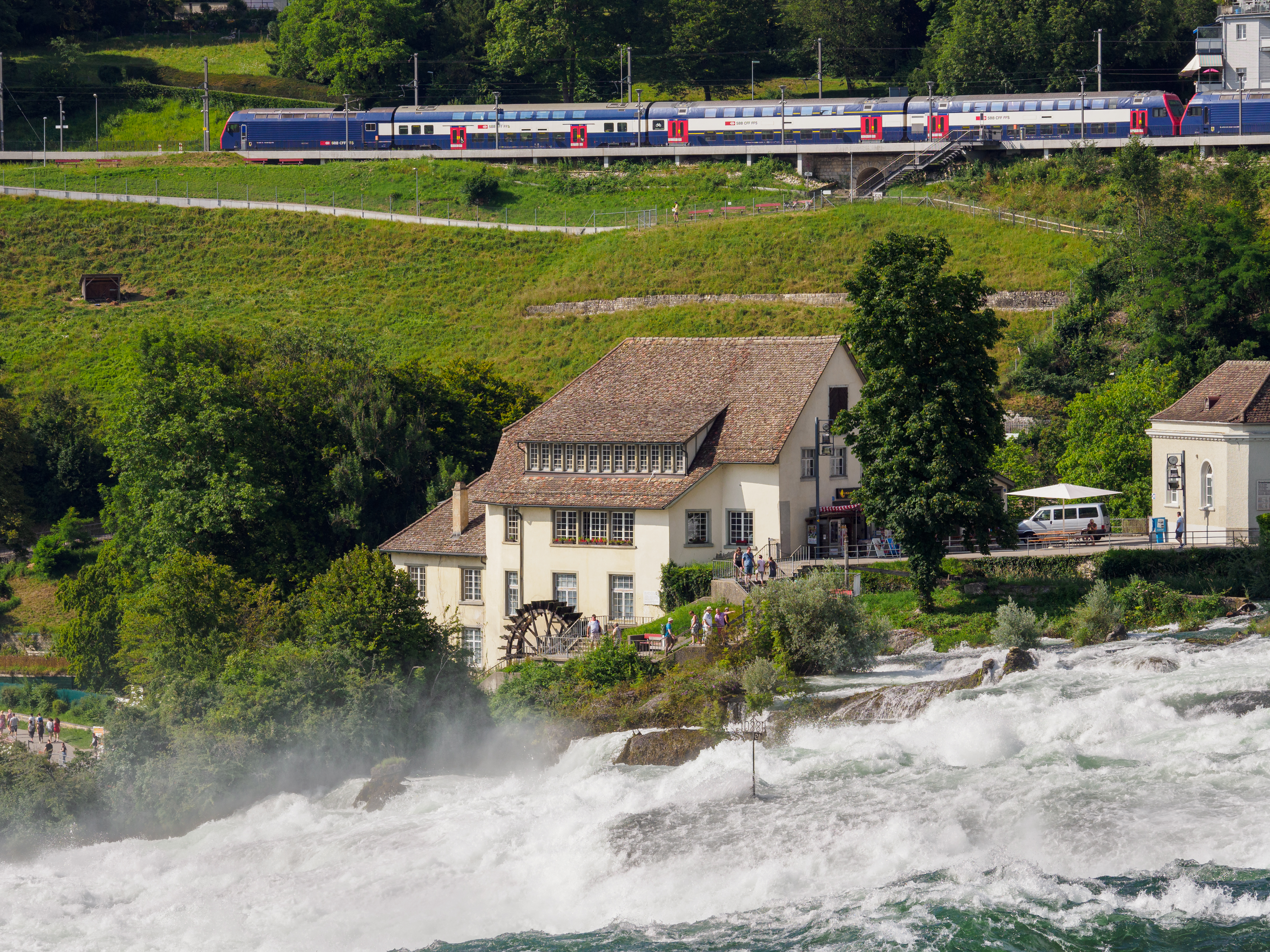
Alte Wassermühle am Rheinfall

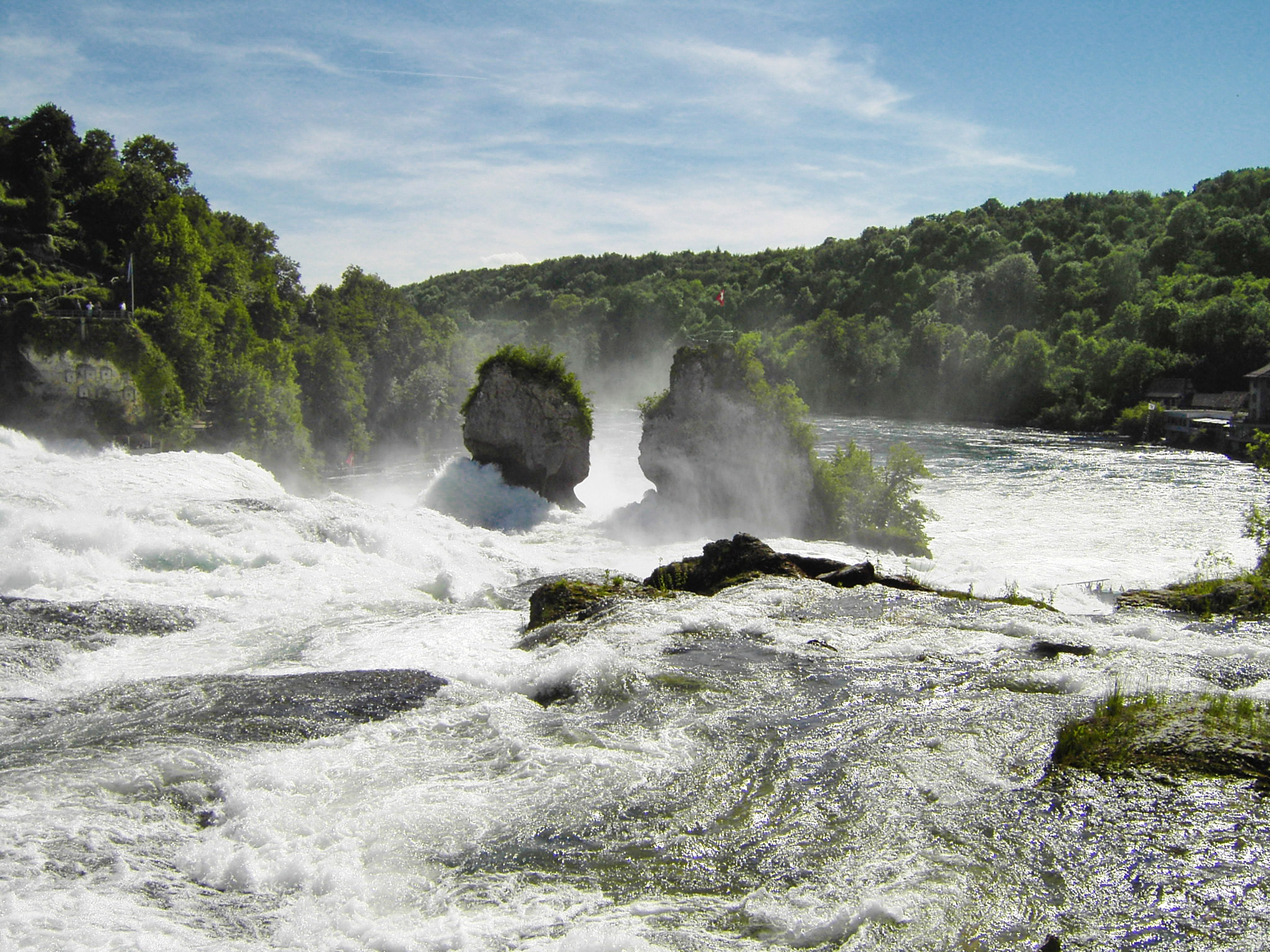
Rheinfall bei Neuhausen

- Schlösschen Wörth am Rheinfall (12. Jh., seit 1837 Restaurant)
- Ruine Neuburg
- Villa Charlottenfels (Mitte 19. Jh.)[14]
- Aazheimerhof
- Badischer Bahnhof
- Galgenbuck (500 m), Hügel nördlich des Stadtzentrums, Aussichtspunkt

## Persönlichkeiten
- René Bardet (1948–2005), Gitarrist und Pressesprecher des Schweizer Fernsehens (SF DRS)
- Walter Maria Förderer (1928–2006), Architekt, Bildhauer, Hochschullehrer und Politiker
- Vreni Frauenfelder (1927–2018), Entwicklungshelferin
- Hans Frey (1873–1947), Ingenieur, Generalstabsoffizier und Hochschullehrer
- Daniela Keiser (* 1963), Konzept- und Installationskünstlerin
- Willi Keller (* 1944), Maler und Fotograf
- Peter Kilian (geboren als Fritz Schlumpf, 1911–1988), Arbeiterschriftsteller und -dichter
- Paolo Knill (1932–2020), Musikwissenschaftler und Professor für Psychologie und Expressive Arts Therapies an der Lesley University Cambridge USA
- Andy Lüscher (* 1953), Jazzmusiker
- Johann Jakob Mezger (1817–1893), evangelischer Geistlicher und Heimatforscher
- Thomas Minder (* 1960), Unternehmer und Politiker (Ständerat)
- Arthur Moser (1880–1957), Architekt und Politiker
- Hans Moser (1922–2012), Cartoonist, Karikaturist und Kolumnist
- Roland Müller (* 1962), Einwohnerrat, Kantonsrat (Grüne)
- Oscar Neher (1862–1944), Industrieller
- Arthur Rich (1910–1992), Theologe, Sozial- und Wirtschaftsethiker
- Kurt Ruh (1914–2002), Mediävist und Hochschullehrer in Würzburg
- Dieter Wiesmann (1939–2015), Liedermacher
- Dietrich Woessner (1906–2000)[15], Gärtner und Sachbuchautor, als Rosenvater bezeichnet; wurde 1987 zum Ehrenbürger ernannt.[16]